# Ferdinando Avogadro di Collobiano
Ferdinando Avogadro di Collobiano (Torino, 28 aprile 1833 – Vigliano Biellese, 5 ottobre 1904) è stato un politico italiano.
Fu senatore del Regno d'Italia dalla XVIII legislatura.